# Worthing Beach
Worthing Beach är en strand på Barbados.   Den ligger i parishen Christ Church, längs öns sydkust.
Stranden har under 2016 stängts på grund av att avloppsvatten läcker ut. Den öppnades sedan i december 2016 för att sedan tvingas stänga igen. Under september 2017 öppnade den igen.